# Тансу Чілер
Тансу Пенбе Чілер (тур. Tansu Penbe Çiller; нар. 24 травня 1946) — турецька економістка й політична діячка. Перша та єдина на даний момент жінка, яка обіймала посаду прем'єр-міністра Туреччини.

## Початок кар'єри
Закінчила Школу економіки при жіночому Роберт Коледжі (Стамбул). Отримала ступінь доктора в Коннектикутського університеті і пізніше закінчила постдокторські дослідження в Єльському університеті. З 1978 року викладає в Босфорській університеті (Стамбул), з 1983 року — професор (там само). Також працювала в Стамбульському банку на посаді президента.

## Політична кар'єра
Змінивши професорські посади в кількох університетах, активно зайнялася політикою з листопада 1990, вступивши в консервативну Партію вірного шляху. Була обрана до парламенту Туреччини 1991 року депутатом від Стамбула, займала посаду державного міністра економіки в коаліційному уряді С. Деміреля.
З 13 червня 1993 — лідер партії, прем'єр-міністр Туреччини в коаліційному уряді Партії вірного шляху і Соціал-демократичної народної партії. Після виходу соціал-демократів з коаліції в жовтні 1995 спробувала сформувати уряд меншості, проте уряд не отримав підтримки парламенту. Після цього погодилася на формування нового кабінету за участю Республіканської народної партії, що поглинула Соціал-демократичну народну партію.
Займала також посаду міністра закордонних справ Туреччини та віцепрем'єра в 1996—1997. Для боротьби з курдськими сепаратистами і Вірменською секретною армією звільнення Вірменії вдавалася до посилення зв'язків з антидемократичною мережею організованої злочинності, відомої як «Глибинна держава». Це стало очевидно, коли після Сусурлукського скандалу вона виступила з хвалебною промовою на адресу ультранаціоналіста, лідера ультраправої організації «Сірі вовки» Абдулли Чатли, який загинув в автомобільній катастрофі в Сусурлуці, заявивши: «Тих, хто стріляють або отримують рани в ім'я цієї країни, цієї нації, і цієї держави, ми будемо завжди згадувати з повагою.»
1997 року, не встигнувши сформувати новий кабінет, відсторонена від влади (з посади віцепрем'єра) унаслідок військового перевороту.
Під час її правління було підписано митну угоду між Туреччиною і ЄС.
Одним з її головних досягнень є перетворення турецької армії з організації, яка користувалася застарілим озброєнням часів Другої світової війни, в сучасні збройні сили, здатні з успіхом вести мобільну війну проти Курдської робочої партії. Їй вдалося переконати США внести Курдську робітничу партію в список терористичних організацій, пізніше домоглася такого ж рішення від ЄС.

## Звинувачення в корупції
Турецький парламент провів розслідування щодо Чілер в зв'язку з серйозними звинуваченнями в корупції в період її перебування на чолі уряду. Чілер і ще один колишній прем'єр Месут Йилмаз були пізніше звільнені від переслідування, переважно у зв'язку з процедурними моментами і їх імунітетом. В кінці 1998 року справи по їх звинуваченням були закриті комісією парламенту.
Після поразки на виборах в листопаді 2002 року пішла з політики.